# 津島市立蛭間小学校
津島市立蛭間小学校（つしましりつ ひるましょうがっこう）は、愛知県津島市蛭間町にある公立小学校。

## 校区
- 津島市北部（旧・神守村）の小学校であり、校区は蛭間町、青塚町、大木町、光正寺町、寺野町、葉苅町、宇治町（字石畑、字天王前、字茶ノ里、字城、字新堀田、字亀田、字旭、字小船戸、字喜多神）である。公立中学校へ進む場合は津島市立神守中学校へ進学する[1]。

## 沿革
- 1872年（明治5年） - 海東郡蛭間村に有余学校として開校。大徳寺[注釈 1]を仮校舎とする。
- 1877年（明治10年） - 蛭間学校に改称する。
- 1889年（明治22年）
  - 4月 - 蛭間尋常小学校に改称する。
  - 10月1日 - 葉刈村、大木村、光正寺村、蛭間村、牧野村、寺野村、青塚村が合併し、野間村が発足する。
- 1892年（明治25年） - 野間尋常小学校（野間村）と宇治尋常小学校（越治村大字宇治）に分立する。
- 1906年（明治39年）7月1日 - 神守村、百高村、益和村、越治村、野間村が合併し、神守村となる。
- 1907年（明治40年） - 野間尋常小学校と宇治尋常小学校を統合し、海東郡神守村蛭間尋常小学校となる。統合校舎は無く、旧・野間尋常小学校校舎と旧・宇治尋常小学校校舎で授業を行う。
- 1911年（明治44年）4月30日 - 現在地に統合校舎が完成する。
- 1913年（大正2年）4月4日 - 海東郡と海西郡が合併し、海部郡となる。同時に海部郡神守村蛭間尋常小学校となる。
- 1941年（昭和16年）4月1日 - 神守村蛭間国民学校に改称する。
- 1947年（昭和22年）4月1日 - 神守村立蛭間小学校に改称する。
- 1955年（昭和30年）
  - 1月1日 - 神守村が津島市に編入される。同時に津島市立蛭間小学校に改称する。
  - 9月 - 新校舎（鉄筋コンクリート造2階建）が完成する。
- 1970年（昭和45年） - プールが完成する。
- 1979年（昭和54年） - 体育館が完成する。
- 1981年（昭和56年） - 新校舎（鉄筋コンクリート造4階建）が完成する。
- 2008年（平成20年） - 校舎西の愛知県道518号美和白浜線の道路拡張工事のため、校舎の一部（1955年完成）の一部を解体する。同時に校舎の増築と校舎（1981年完成）と体育館の耐震工事を行う。

## 交通アクセス
- 名鉄津島線青塚駅下車、徒歩約12分。
- 津島市ふれあいバスCコース「蛭間小学校南」バス停より徒歩約2分。

## 周辺施設
- 愛知県立津島東高等学校
- 津島市立神守小学校
- あま市立篠田小学校
- あま市立美和小学校
- 愛西市立勝幡小学校
- 蛭間保育園
- 昭和幼稚園
- 津島中央病院